# Bahnstrecke Velké Březno–Verneřice/Úštěk
| Strecke                                                   |        | von (Wien Nordwestbf–) Kolín (vorm. ÖNWB)         | von (Wien Nordwestbf–) Kolín (vorm. ÖNWB)         |
| Bahnhof                                                   | 0,000  | Velké Březno früher Großpriesen                   | 149 m                                             |
| Abzweig geradeaus und nach links                          |        | nach Děčín-Prostřední Žleb (vorm. ÖNWB)           | nach Děčín-Prostřední Žleb (vorm. ÖNWB)           |
| Haltepunkt / Haltestelle                                  | 2,000  | Malé Březno früher Kleinpriesen                   | Malé Březno früher Kleinpriesen                   |
| Haltepunkt / Haltestelle                                  | 4,188  | Malé Březno-Leština früher Leschtine              | Malé Březno-Leština früher Leschtine              |
| Bahnhof                                                   | 6,185  | Zubrnice früher Saubernitz-Tünscht (heute Museum) | Zubrnice früher Saubernitz-Tünscht (heute Museum) |
|                                                           | ~8,0   | (Gleisende seit 2020)                             | (Gleisende seit 2020)                             |
| Haltepunkt / Haltestelle (Strecke außer Betrieb)          | 9,20   | Touchořiny früher Taucherschin                    | Touchořiny früher Taucherschin                    |
| Bahnhof (Strecke außer Betrieb)                           | 10,867 | Lovečkovice früher Loschowitz                     | Lovečkovice früher Loschowitz                     |
| Abzweig geradeaus und nach rechts (Strecke außer Betrieb) |        | nach Úštěk horní nádraží                          | nach Úštěk horní nádraží                          |
| Bahnhof (Strecke außer Betrieb)                           | 12,715 | Levínské Petrovice früher Petrowitz               | Levínské Petrovice früher Petrowitz               |
| Kilometer-Wechsel (Strecke außer Betrieb)                 |        | Scheitelpunkt                                     | 576 m                                             |
| Haltepunkt / Haltestelle (Strecke außer Betrieb)          | 14,832 | Mukařov früher Munker                             | Mukařov früher Munker                             |
| Kopfbahnhof Streckenende (Strecke außer Betrieb)          | 16,843 | Verneřice früher Wernstadt                        | Verneřice früher Wernstadt                        |

| Strecke (außer Betrieb)                                   |       | von Velké Březno                         | von Velké Březno                         |
| Bahnhof (Strecke außer Betrieb)                           | 0,000 | Lovečkovice früher Loschowitz            | Lovečkovice früher Loschowitz            |
| Abzweig geradeaus und nach links (Strecke außer Betrieb)  |       | nach Verneřice                           | nach Verneřice                           |
| Kilometer-Wechsel (Strecke außer Betrieb)                 |       | Scheitelpunkt                            | 450 m                                    |
| Bahnhof (Strecke außer Betrieb)                           | 1,792 | Levín früher Lewin-Geltschbad            | Levín früher Lewin-Geltschbad            |
| Haltepunkt / Haltestelle (Strecke außer Betrieb)          | 5,400 | Habřina früher Haber                     | Habřina früher Haber                     |
| Kreuzung geradeaus oben (Strecke geradeaus außer Betrieb) |       | Lovosice–Česká Lípa (vorm. ATE)          | Lovosice–Česká Lípa (vorm. ATE)          |
| Abzweig ehemals geradeaus und von links                   |       | Verbindungsgleis von Úštěk dolní nádraží | Verbindungsgleis von Úštěk dolní nádraží |
| Kopfbahnhof Streckenende                                  | 7,805 | Úštěk horní nádraží früher Auscha        | Úštěk horní nádraží früher Auscha        |

Die Bahnstrecke Velké Březno–Verneřice/Úštěk ist eine regionale Eisenbahnverbindung in Tschechien, die ursprünglich als Lokalbahn Großpriesen–Wernstadt–Auscha (L.G.W.A.) erbaut wurde. Sie zweigte in Velké Březno (Großpriesen) von der Bahnstrecke Nymburk–Děčín ab, führte im Kreuzbachtal aufwärts und verzweigte sich in Lovečkovice (Loschowitz) nach Verneřice (Wernstadt) und Úštěk (Auscha). Im  deutschböhmischen Volksmund war die Strecke früher als Tschockel bekannt.
Die 1978 stillgelegte Strecke wurde 1988 im Abschnitt Velké Březno–Zubrnice zur Museumsbahn erklärt. Der gesamte, vom Gleisrückbau ausgenommene Abschnitt Velké Březno–Lovečkovice ist seit 1998 ein Kulturdenkmal der Tschechischen Republik.

## Geschichte

### Vorgeschichte und Bau
Schon in den Jahren nach 1860 entstanden erste Pläne, eine Eisenbahn über Wernstadt zu bauen. Am 5. Februar 1862 beantragte der Teplitzer Rechtsanwalt Franz Stradal die Vorkonzession für die Strecke Aussig–Böhmisch Leipa zum Anschluss an die Löbau-Zittauer Eisenbahn in Sachsen. Ein Konsortium verschiedener Interessenten erhielt dann am 16. November 1865 die Konzession für eine Strecke Aussig–Böhmisch Leipa–Liebenau, die letztlich infolge des Deutschen Krieges von 1866 unausgeführt blieb.
Erst mit der Verabschiedung des Gesetzes vom 25. Mai 1880, betreffend die Zugeständnisse und Begünstigungen für Localbahnen, entstanden neue Projekte, Wernstadt an das Eisenbahnnetz anzuschließen. Erörtert wurden Linienführungen von Bensen, Böhmisch Leipa und Großpriesen. Technisch am einfachsten wäre eine Streckenführung von Böhmisch Leipa über Graber durch das Biebertal zu realisieren gewesen. Favorisiert wurde schließlich der Anschluss an die Österreichische Nordwestbahn in Großpriesen, da auf diese Weise die Kohle aus dem Nordböhmischen Becken auf dem kürzesten Weg transportiert werden konnte. Um den Bau der Bahn haben sich vor allem der Wernstädter Fabrikant Julius Léon Ritter von Wernburg († 26. Februar 1927 in Wien; Alter: 84), sein Schwiegersohn Karl von Banhans (1861–1942; ab 1917 k.k. Eisenbahnminister), der Bezirkshauptmann Olivier Marquis de Bacquehem (1847–1917) sowie der Bierbrauer Josef Renftel (ab 1882 Bürgermeister von Wernstadt) bemüht.

Stammaktie über 200 Gulden der Localbahn Gross-Priesen–Wernstadt–Auscha

Die Konzession „zum Baue und Betriebe einer als normalspurige Localbahn auszuführenden Locomotiveisenbahn von der Station Groß-Priesen der priv. Österreichischen Nordwestbahn über Loschowitz nach Wernstadt mit einer Abzweigung von Loschowitz nach Auscha“ erhielten die Bauunternehmung Stern & Hafferl sowie Leon Ritter von Wernberg am 26. Juli 1889. Teil der Konzession war die Verpflichtung, den Bau der Strecke sofort zu beginnen und binnen ein und einem halben Jahre fertigzustellen. Die Konzessionsdauer war auf 90 Jahre festgesetzt.
Das Aktienkapital der am 26. Juli 1889 gegründeten Aktiengesellschaft Localbahn Gross-Priesen–Wernstadt–Auscha betrug 1.300.000 Gulden in 2500 Stammaktien zu 200 Gulden und 4000 Prioritätsaktien zu 200 Gulden. Der Sitz der Gesellschaft war in Wien, Schottenring 9.
Den Bau der Strecke übernahm die Wiener Firma Stern & Hafferl. Am 18. August 1890 konnte der öffentliche Zugverkehr nach Wernstadt aufgenommen werden. Vier Wochen später, ab 11. September 1890, verkehrten die ersten Züge nach Auscha. Die Betriebsführung für Rechnung der Eigentümer übernahm die k.k. priv. Österreichische Nordwestbahn (ÖNWB) und nach deren Verstaatlichung (1908) die Nordwestbahndirektion der k.k. Staatsbahnen (kkStB).

### Betrieb

Bahnhof Auscha (um 1905)

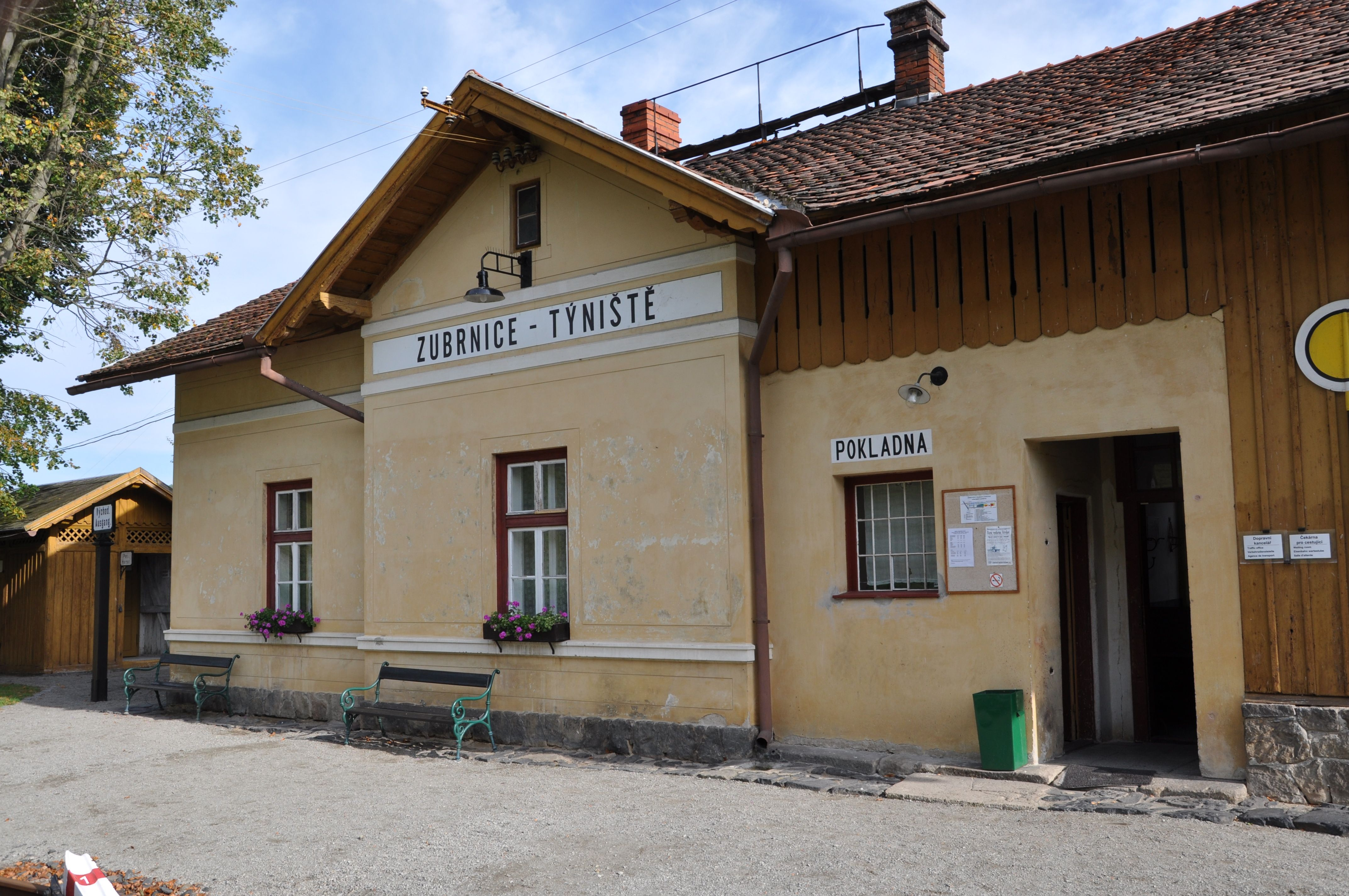
Bahnhof Zubrnice (2012)

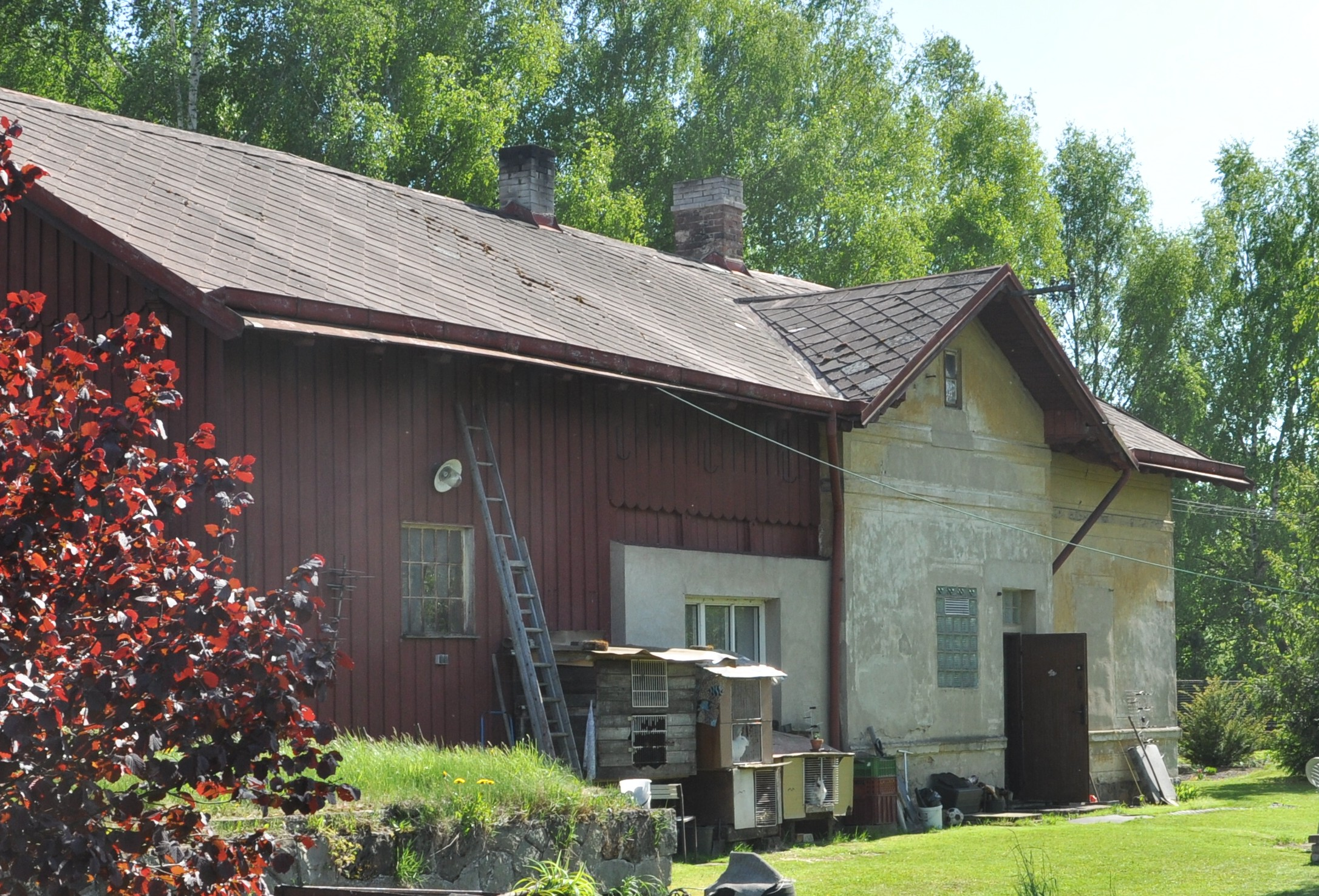
Bahnhof Lovečkovice (2015)

Für die Industrie Wernstadts und den Tourismus im Böhmischen Mittelgebirge wurde die Bahn in den Folgejahren zu einem wichtigen und unentbehrlichen Transportmittel. Im Güterverkehr gelangten insbesondere Kohle und Rohstoffe sowie Baustoffe nach Wernstadt. Versandt wurden vor allem Fertigwaren der Weberei sowie Milchprodukte. Die Molkerei in Wernstadt war seinerzeit eine der größten Böhmens und lieferte bis in die Hauptstadt Prag. Vergleichsweise unbedeutend blieb der Verkehr auf dem Streckenteil nach Auscha. Für den Reiseverkehr war hier das bei Lewin gelegene Geltschbad, eine Kaltwasserheilanstalt, bedeutsam.
Als am 20. Dezember 1898 die Nordböhmische Transversalbahn von Teplitz nach Reichenberg über Auscha eröffnet wurde, ging ein erheblicher Anteil des dortigen Verkehrsaufkommens an die Aussig-Teplitzer Eisenbahn verloren. Ein kurzes Verbindungsgleis zum Austausch von Güterwagen verband ab Mai 1899 die beiden räumlich getrennten Bahnhöfe. Übergangsreisende mussten die kurze Distanz zu Fuß gehen.
In den ersten Jahren verkehrten lediglich zwei gemischte Zugpaare 2. und 3. Klasse, die in Großpriesen jeweils Anschluss an die Züge der ÖNWB nach Wien hatten. Dazu kamen sonn- und feiertags zwei Zugpaare für den Ausflugsverkehr. Im Fahrplan 1912 benötigten die Züge bergwärts für die 19 Kilometer lange Strecke nach Auscha etwa 75 Minuten, wobei in Loschowitz ein Aufenthalt von etwa zehn Minuten vorgesehen war. In Loschowitz bestand jeweils Anschluss nach Wernstadt.
Nach dem Zerfall Österreich-Ungarns im Oktober 1918 ging die Betriebsführung an die neu gegründeten Tschechoslowakischen Staatsbahnen (ČSD) über.
Im Jahre 1927 ging die L.G.W.A. nach Übernahme aller Aktien ins Eigentum der ČSD über. Während der Weltwirtschaftskrise ab 1929 gab es Überlegungen zur Einstellung des unrentablen Bahnverkehrs zwischen Loschowitz und Auscha, was letztlich nicht umgesetzt wurde.
Die endgültige Verstaatlichung und Auflösung der A.G. Localbahn Gross-Priesen–Wernstadt–Auscha kam infolge der Angliederung des Sudetenlandes an Deutschland im Herbst 1938. Das Gesetz vom 2. August 1940 „betreffend die Übernahme von Eisenbahnen im Reichsgau Sudetenland und in den in die Reichsgaue Oberdonau und Niederdonau eingegliederten Teilen der sudendeutschen Gebiete auf das Reich“ regelte u. a. die Verstaatlichung von neun Lokalbahnen mit einer Gesamtlänge von 169,77 km, an denen der tschechoslowakische Staat bereits die Mehrheit der Aktienanteile besessen hatte. Die Strecken der Localbahn Gross-Priesen–Wernstadt–Auscha gehörten fortan zum Netz der Deutschen Reichsbahn, Reichsbahndirektion Dresden. Nach dem Ende des Zweiten Weltkriegs kamen sie zu den ČSD, die den Betrieb unverändert fortführte.
Nach der Ausweisung der deutschböhmischen Bevölkerung des Bahngebietes in den Jahren 1945/46 nahm die Verkehrsleistung rapide ab, zumal damit auch der Niedergang der Industrie in Verneřice verbunden war. Mehr und mehr übernahmen Lastkraftwagen den verbliebenen Güterverkehr. 
Auf dem 14. Kongress der Kommunistischen Partei der Tschechoslowakei (KSČ) im Jahr 1971 wurde die schrittweise Aufgabe ineffizienter Betriebe formuliert. Diese Forderung war auch die Grundlage für die Erstellung von Rentabilitätsstudien für 45 Eisenbahnstrecken. Die Studien sahen unter anderem auch die Stilllegung der Strecken Velké Březno–Verneřice und Lovečkovice–Úštěk vor.
Am 27. Mai 1978 verkehrten die letzten Reisezüge und die Strecke wurde stillgelegt. Bis 1979 baute man die Gleise zwischen Lovečkovice und Verneřice ab. Zwischen Lovečkovice und Úštěk geschah das zwischen 1985 und 1988.

### Wiederaufbau als Museumsbahn

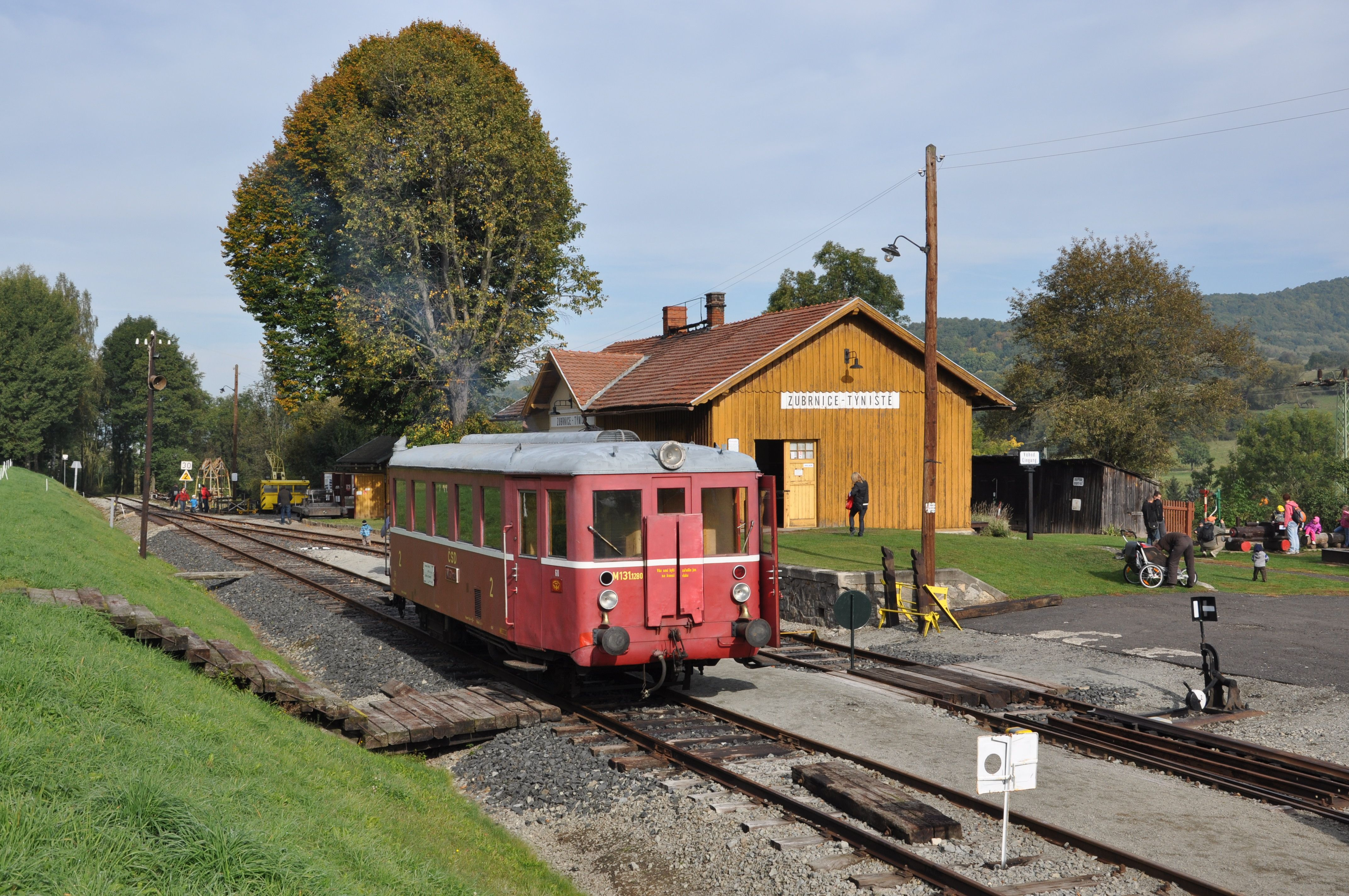
Zug der Museumsbahn im Bahnhof Zubrnice (2012)

Mit dem Aufbau eines Freilichtmuseums („Skanzen“) in Zubrnice entstand in den 1980er Jahren die Idee, die verbliebene Strecke mit einzubeziehen und einen musealen Eisenbahnbetrieb auf der Strecke einzurichten. Der Abschnitt Velké Březno–Zubrnice wurde im Jahr 1988 zur Museumsbahn erklärt. Im Jahr 1993 wurden einzelne Sonderfahrten durchgeführt, die Aufnahme eines regelmäßigen Museumszugverkehrs erfolgte jedoch wegen des desolaten Streckenzustands nicht. Im Jahre 1993 gründete sich der Verein „Zubrnická museální železnice“, der es sich zum Ziel gesetzt hat, die Strecke zu reparieren und in einen musealen Zustand zu versetzen. Erstes sichtbares Ergebnis der Arbeit des Vereins war die Einrichtung eines kleinen Eisenbahnmuseums in Zubrnice. Im Jahre 1998 wurde die noch vorhandene Strecke Velké Březno-Lovečkovice als Kulturdenkmal der Tschechischen Republik unter staatlichen Schutz gestellt.
Am 28. Oktober 2010 fanden die Feierlichkeiten zur Wiedereröffnung der Strecke als öffentliche Museumsbahn statt. Erstmals seit 17 Jahren verkehrten wieder Museumszüge zwischen Velké Březno und Zubrnice. Seitdem wird an ausgewählten Wochenenden im Sommer ein regelmäßiger Museumsbahnbetrieb angeboten.
Seit dem Fahrplanjahr 2016 ist die Strecke als saisonale touristische Linie T3 „Zubrnický motoráček“ (Ústí nad Labem-Střekov–Zubrnice) in den Regiotakt Ústecký kraj integriert. Planmäßige Reisezüge mit Halt auf allen Unterwegsstationen verkehren vom 25. März bis 30. Oktober an den Wochenenden. Beauftragtes Eisenbahnverkehrsunternehmen ist MBM rail, das für diese Leistungen planmäßig einen Triebwagen der Baureihe 801 (ČSD M 131.1) einsetzt.
Die Zubrnická museální železnice plant auch weiterhin eine Wiederinbetriebnahme der weiteren Strecke bis Lovečkovice. Im Herbst 2018 begann der Verein mit der Instandsetzung des noch vorhandenen Gleises von Zubrnice aus. Der Bahnhof Lovečkovice wird mit zunächst zwei Gleisen wieder aufgebaut, wofür von der ehemaligen Waggonfabrik Česka Lípa im Jahr 2017 das nötige Gleismaterial übernommen werden konnte. Auf dem weiteren – nicht für die Reaktivierung vorgesehenen – Abschnitt bis Úštěk soll ein Lehrpfad mit Infotafeln zur Eisenbahngeschichte angelegt werden.
Die Arbeiten zum Wiederaufbau des Streckengleises mussten 2020 am Kilometer 8,0 abgebrochen werden, da keine offizielle Baugenehmigung vorlag. Daraufhin baute der Verein den Bahnhof Úštěk horní nádraží zunächst wieder auf. Am 5. Oktober 2024 fuhr erstmals seit 46 Jahren wieder ein Zug über die Verbindungsbahn von Úštěk dolní nádraží in den Bahnhof ein.

## Streckenbeschreibung

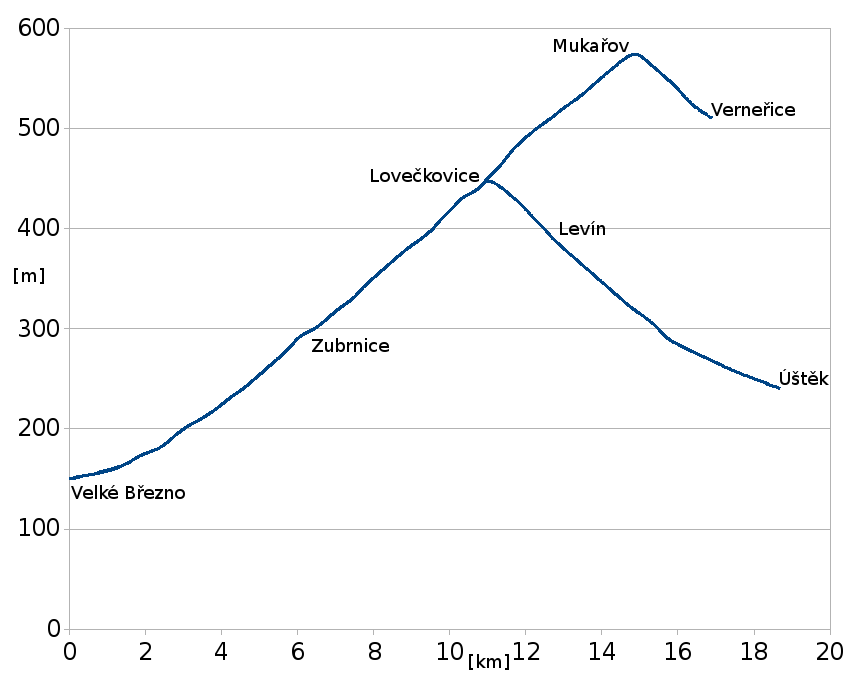
Streckenprofil

Ausgangspunkt ist der Bahnhof Velké Březno, den die Strecke in östlicher Richtung verlässt. Das Gleis führt dann unmittelbar nach dem Bahnhof an der Bergflanke des Magnetovec (Spitzberg) mit Maximalsteigung bergwärts um dann nach kurzer Distanz ins Tal des Luční potok (Kreuzbach) einzuschwenken. Hier führt die Strecke an der linken Talflanke und später im Talgrund bis zum Trennungsbahnhof Lovečkovice steil bergan. Die Trasse nach Verneřice steigt weiter bis zur Passhöhe bei Mukařov weiter, um dann im Tal des Bobří potok (Bieberbach) wieder abzufallen. Die Strecke nach Úštěk lag von Lovečkovice an im Gefälle und führte durch das Tal des Černý potok (Haberbach) bis zum Endpunkt.

## Fahrzeugeinsatz
Zur Erstausstattung der Lokalbahn gehörten vier Lokomotiven der Reihe XV der ÖNWB, die bei den ČSD als Baureihe 313.4 eingeordnet wurden. Sie bewältigten bis in die 1950er Jahre den Gesamtverkehr. Versuche zur Ablösung der vergleichsweise leistungsschwachen Tenderlokomotiven blieben lange Zeit ohne Erfolg, da die engen Gleisbögen und die starken Steigungen besondere Anforderungen an die eingesetzten Fahrzeuge stellten. Erst nach einer Oberbauverstärkung übernahmen dann die Lokomotiven der Baureihe 423.0 die Zugförderung.
Ab 1965 wurden die Dampflokomotiven sukzessive durch die dieselhydraulische Lokomotive T 444.0 ersetzt. In den 1970er Jahren wurde der Reiseverkehr schließlich mit den Triebwagen der Baureihe M 131.1 abgewickelt.